# نوردان شانلي
نوردان شانلي (بالتركية: Nurdan Şanlı)‏, (ولدت:10 سبتمبر 1954 , تركيا) سياسية تركية. ونائب سابق في البرلمان التركي في دورته (24) ممثلة عن حزب العدالة والتنمية.